# FEZ2
FEZ2 (англ. Fasciculation and elongation protein zeta 2) – білок, який кодується однойменним геном, розташованим у людей на короткому плечі 2-ї хромосоми.  Довжина поліпептидного ланцюга білка становить 353 амінокислот, а молекулярна маса — 39 666.
| 10         |  | 20         |  | 30         |  | 40         |  | 50         |
| ---------- |  | ---------- |  | ---------- |  | ---------- |  | ---------- |
| MAADGDWQDF |  | YEFQEPARSL |  | LDQENCNASP |  | EPGAEAGAEA |  | GGGADGFPAP |
| ACSLEEKLSL |  | CFRPSDPGAE |  | PPRTAVRPIT |  | ERSLLQGDEI |  | WNALTDNYGN |
| VMPVDWKSSH |  | TRTLHLLTLN |  | LSEKGVSDSL |  | LFDTSDDEEL |  | REQLDMHSII |
| VSCVNDEPLF |  | TADQVIEEIE |  | EMMQESPDPE |  | DDETPTQSDR |  | LSMLSQEIQT |
| LKRSSTGSYE |  | ERVKRLSVSE |  | LNEILEEIET |  | AIKEYSEELV |  | QQLALRDELE |
| FEKEVKNSFI |  | SVLIEVQNKQ |  | KEHKETAKKK |  | KKLKNGSSQN |  | GKNERSHMPG |
| TYLTTVIPYE |  | KKNGPPSVED |  | LQILTKILRA |  | MKEDSEKVPS |  | LLTDYILKVL |
| CPT        |  |            |  |            |  |            |  |            |

A: Аланін

C: Цистеїн

D: Аспарагінова кислота

E: Глутамінова кислота

F: Фенілаланін

G: Гліцин

H: Гістидин

I: Ізолейцин

K: Лізин

L: Лейцин

M: Метіонін

N: Аспарагін

P: Пролін

Q: Глутамін

R: Аргінін

S: Серин

T: Треонін

V: Валін

W: Триптофан

Кодований геном білок за функцією належить до фосфопротеїнів. 
Задіяний у таких біологічних процесах як поліморфізм, альтернативний сплайсинг. 